# ГЕС Yōngkǒu
ГЕС Yōngkǒu (雍口水电站) — гідроелектростанція на сході Китаю у провінції Фуцзянь. Входить до складу каскаду на річці Youxi — правому допливу Міньцзян (впадає до Тайванської протоки у місті Фучжоу).
У межах проєкту річку перекрили бетонною греблею висотою 33 метри та довжиною 260 метрів. Вона утримує водосховище з об'ємом 35,4 млн м3 (корисний об'єм 5 млн м3) та нормальним рівнем поверхні на позначці 87 метрів НРМ).
Інтегрований у греблю машинний зал станції обладнали двома турбінами типу Каплан потужністю по 25 МВт, які використовують напір у 21 метр та до завершення розташованої вище по сточищу ГЕС Jiēmiàn мали забезпечувати виробництво 143 млн кВт·год електроенергії на рік.